# O Beijo no Asfalto

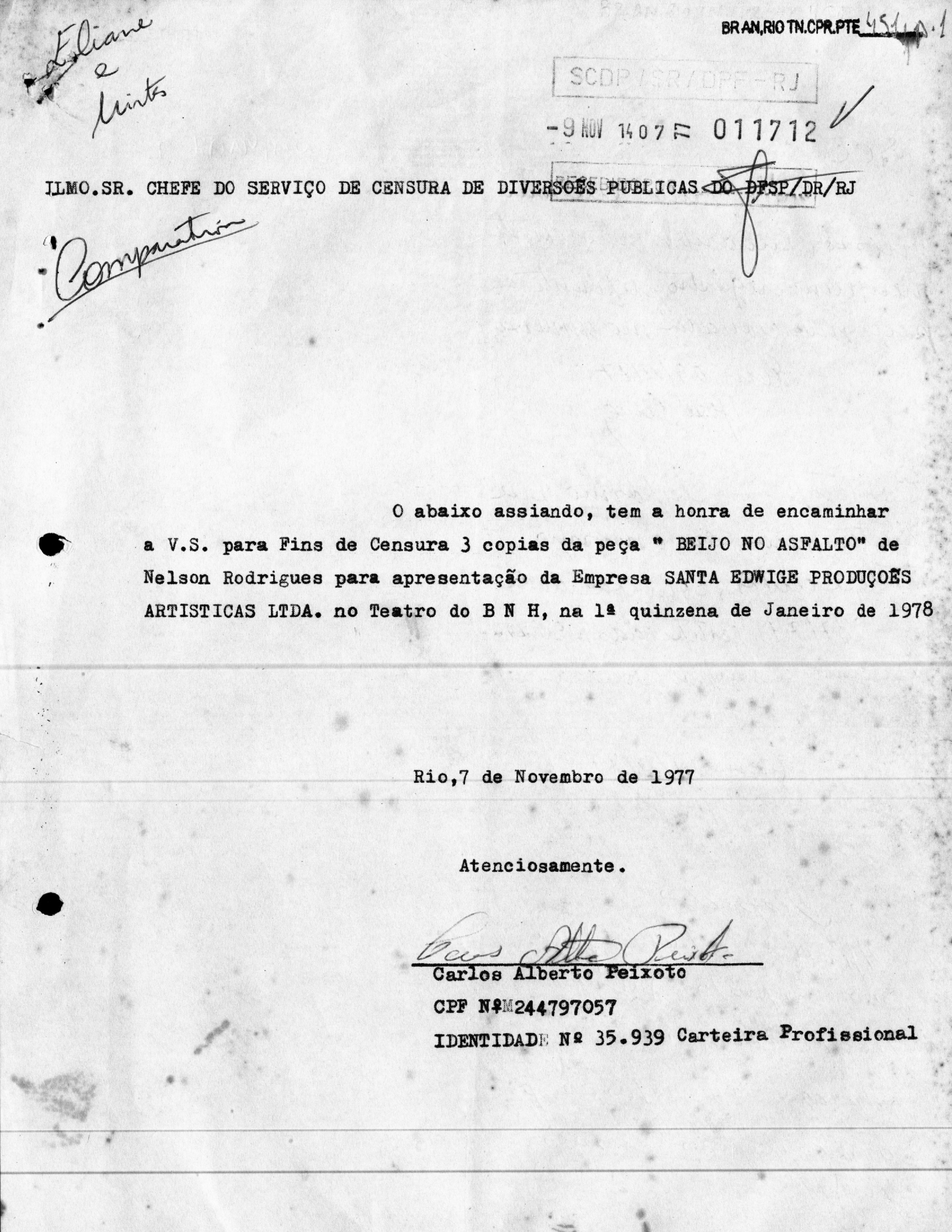
Censura ao Teatro – Requerimento para encenar a peça “O Beijo no Asfalto”, de Nelson Rodrigues (1977)

O Beijo no Asfalto é uma peça de teatro brasileira de Nelson Rodrigues, publicada em 1960.

## Sinopse
A obra versa a respeito de um ato de misericórdia (um beijo na boca dado a um homem por outro homem na hora de sua morte) e suas repercussões na sociedade. Um repórter sensacionalista e um delegado corrupto fazem do ato um escândalo social, abalando a reputação de Arandir, que diz ter atendido o pedido do moribundo, levando a uma exacerbação dos sentimentos que conduz a um trágico e surpreendente desfecho.

## Características
A obra questiona a moralidade, a hipocrisia e a estrutura familiar no Brasil durante a década de 60, utilizando diálogos cotidianos e irônicos para estabelecer uma rede complexa de conflitos emocionais e fomentar a angústia nos personagens. Além disso, explora também a corrupção dentro de esferas públicas, como a polícia e o judiciário, que são influenciados pela massa midiática em detrimento da verdade e da justiça.
Há a presença de símbolos, como o beijo, que pode ser visto como um sinal de pureza ou de perversão, e o asfalto, sólido, que contrasta com a fragilidade dos personagens.

## Montagens teatrais
A peça, escrita especialmente para o Teatro dos Sete, foi encenada pela primeira vez em 1961, dirigida por Gianni Ratto, com Fernanda Montenegro, Sérgio Britto, Ítalo Rossi, Fernando Torres, Oswaldo Loureiro, Suely Franco, entre outros.

## Filmes
A peça teve ainda três versões cinematográficas, a primeira em 1964, O Beijo, com direção de Flávio Tambellini (pai), com Reginaldo Faria, Norma Blum, Xandó Batista e Jorge Dória nos papéis centrais, a segunda em 1980, com direção de Bruno Barreto e elenco composto por Ney Latorraca, Christiane Torloni, Tarcísio Meira, Daniel Filho, Oswaldo Loureiro, Lídia Brondi e Caio Brossa no elenco e a terceira em 2018, com direção de Murilo Benício e elenco com Fernanda Montenegro, Lázaro Ramos, Débora Falabella, Stênio Garcia, Otávio Muller, Luiza Tiso, Marcelo Flores, Arlindo Lopes e Amir Haddad.

## Quadrinhos
A peça foi adaptada para  quadrinho Arnaldo Branco (roteiro) e Gabriel Góes (arte), editado pela editora Nova Fronteira. O quadrinho possui 70 páginas e os autores reproduzem a atmosfera da obra principalmente através do uso de closes nas personagens e detalhamentos em suas expressões faciais.